# Faverelles
Faverelles je francouzská obec v departementu Loiret v regionu Centre-Val de Loire. V roce 2010 zde žilo 159 obyvatel.

## Vývoj počtu obyvatel
Počet obyvatel